# Matt Bradley (Eishockeyspieler, 1978)
Matthew William „Matt“ Bradley (* 13. Juni 1978 in Stittsville, Ontario) ist ein ehemaliger kanadischer Eishockeyspieler und derzeitiger -scout, der im Verlauf seiner aktiven Karriere zwischen 1995 und 2012 unter anderem 722 Spiele für die San Jose Sharks, Pittsburgh Penguins, Washington Capitals und Florida Panthers in der National Hockey League auf der Position des rechten Flügelstürmers bestritten hat.

## Karriere
Der 1,91 m große Stürmer begann seine Karriere bei den Kingston Frontenacs in der kanadischen Juniorenliga Ontario Hockey League, bevor er beim NHL Entry Draft 1996 als 102. in der vierten Runde von den San Jose Sharks ausgewählt wurde.
Nach zwei Jahren bei den Kentucky Thoroughblades, einem AHL-Farmteam der Sharks, absolvierte der Rechtsschütze in der Saison 2000/01 seine ersten NHL-Einsätze für San Jose, wo er schon bald zum Stammspieler avancierte. Am 1. März 2003 wurde Bradley im Tausch mit Wayne Primeau zu den Pittsburgh Penguins transferiert. Ein Jahr später wechselte er zu den Washington Capitals, für die er ab der Saison 2005/06 auf dem Eis stand und sich in den letzten Jahren dort einen Stammplatz erspielte. Seine punktbeste Saison hatte er 2009/10 mit 24 Punkten aus 77 Spielen.
Im Juli 2011 unterzeichnete Bradley einen Kontrakt für zwei Jahre bei den Florida Panthers. Er verließ den Klub aber nach nur einem Jahr und beendete nach einem kurzen Gastspiel bei TuTo Hockey in der finnischen Mestis seine aktive Karriere. Seit 2015 ist er als Scout für die Washington Capitals tätig.

## Erfolge und Auszeichnungen
- 1998 William Hanley Trophy
- 1998 OHL Third All-Star Team

## Karrierestatistik

### International
Vertrat Kanada bei:
- Junioren-Weltmeisterschaft 1998

(Legende zur Spielerstatistik: Sp oder GP = absolvierte Spiele; T oder G = erzielte Tore; V oder A = erzielte Assists; Pkt oder Pts = erzielte Scorerpunkte; SM oder PIM = erhaltene Strafminuten; +/− = Plus/Minus-Bilanz; PP = erzielte Überzahltore; SH = erzielte Unterzahltore; GW = erzielte Siegtore; 1 Play-downs/Relegation; Kursiv: Statistik nicht vollständig)